# Tsaghkut
Tsaghkut (in armeno Ծաղկուտ?) è un comune di 209 abitanti (2001) della provincia di Shirak in Armenia.